# Лайонс Гибралтар
«Лайонс Гибралтар» (англ. Lions Gibraltar F.C.) — футбольный клуб из Гибралтара, заморской территории Великобритании. Базируется на проспекте Уинстона Черчилля. Выступает в премьер-дивизионе.
Клуб реорганизован в 2011 году в результате слияния клубов «Лайонс» и «Гибралтар Юнайтед».

## История
Клуб основан в 1966 году группой фанатов сборной Англии по футболу после её победы в чемпионате мира. Три льва на эмблеме клуба взяты с эмблемы сборной Англии.